# Bloedbad van Moiwana

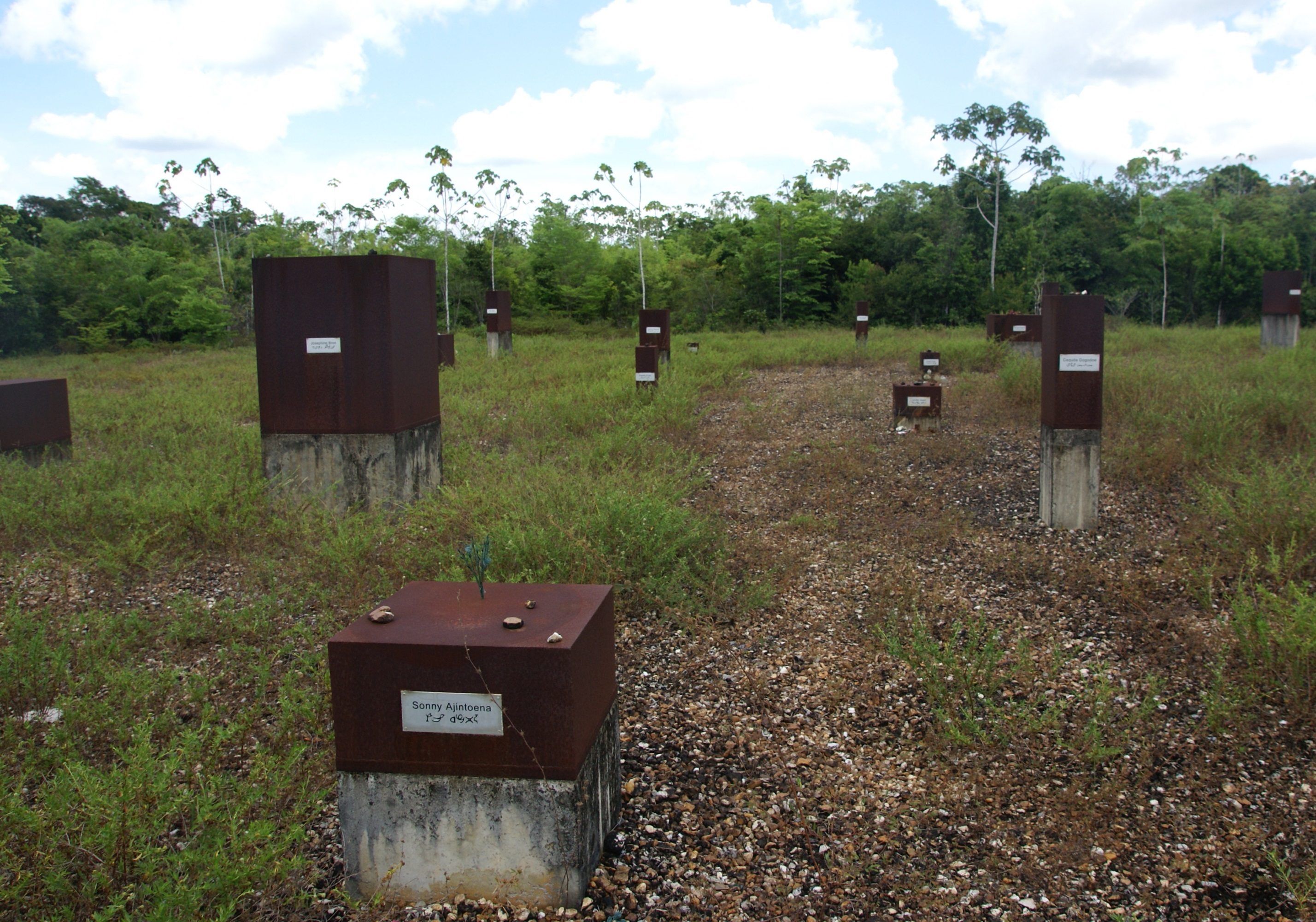
Deel van het Moiwana-monument

Het Bloedbad van Moiwana was een bloedbad dat op 29 november 1986 werd aangericht in het Oost-Surinaamse marrondorp Moiwana door het Nationaal Leger van Suriname.
Troepen van Bouterse waren geïnformeerd dat rebellenleider Ronnie Brunswijk zich in het dorpje bevond. Maar toen de militairen Brunswijk niet konden vinden en geen van de dorpelingen kon of wilde vertellen waar hij was, schoten de militairen ten minste 39 onschuldige dorpelingen, onder wie voornamelijk vrouwen en kinderen, dood. Ook werden veel huizen in het dorp (waaronder dat van Brunswijk) in brand gestoken. 
Deze gebeurtenis markeert het dieptepunt van de Binnenlandse Oorlog in Suriname tussen het Nationale Leger onder leiding van Desi Bouterse en het Junglecommando onder leiding van Ronnie Brunswijk. Nog niet eerder waren zoveel onschuldige burgerslachtoffers in deze oorlog gevallen. Meteen na dit drama kwam een enorme vluchtelingenstroom op gang. De meeste mensen (ongeveer 5000) vluchtten naar het nabije Frans-Guyana, waar door de Franse autoriteiten diverse kampen voor hen werden ingericht. Men mocht echter niet werken of onderwijs volgen, met als gevolg dat een hele generatie schoolkinderen hun schooltijd heeft overgeslagen. Pas begin jaren 90 kwam een voorzichtige repatriëring op gang.

## Nasleep
De zaak werd door politie-inspecteur Herman Gooding onderzocht, waarbij hij drie verdachten op het oog had. Hij werd op 5 augustus 1990 tijdens de uitvoering van zijn dienst doodgeschoten. Kort na zijn dood werd het onderzoek stopgezet.
Tot 2005 werd de zaak niet meer van overheidswege opgepakt. Het mensenrechtenbureau "Moiwana'86" heeft onder leiding van directeur Stanley Rensch jarenlang gevochten voor erkenning van wat zij een misdaad noemden. Op 15 augustus 2005 werd bekend dat het Inter-Amerikaans Hof voor de Mensenrechten de regering van Suriname heeft veroordeeld inzake de massamoord. De regering moet nabestaanden van de slachtoffers een vergoeding uitkeren; moet smartengeld en schadevergoeding uitkeren aan de overlevenden; moet de daders vervolgen; en moet fondsen ter beschikking stellen voor de ontwikkeling van het dorp. De regering van Suriname is ook veroordeeld in de kosten van het proces.
Op 15 juli 2006 bood toenmalig president van Suriname Ronald Venetiaan namens de staat zijn excuses aan voor het gebeurde. De nabestaanden wilden echter meer dan excuses, zij willen dat de schuldigen vervolgd worden. Op 29 november 2007 werd het Moiwana-monument aangeboden door het volk van Suriname. De daders zijn niet vervolgd (stand 2023).
In 2023 deed het Inter-Amerikaans Hof voor de Rechten van de Mens een oproep om een verklaring af te leggen met het doel om de daders te vinden en te veroordelen. In 2024 is het Openbaar Ministerie een onderzoek gestart en werden de eerste mensen gehoord.

## Trivia
Over de gebeurtenis is een film gemaakt: Membre Moiwana.